# Lintot
Lintot ist eine französische Gemeinde mit 479 Einwohnern (Stand: 1. Januar 2022) im Département Seine-Maritime in der Region Normandie. Sie gehört zum Arrondissement Le Havre und zum Kanton Port-Jérôme-sur-Seine (bis 2015: Kanton Bolbec).

## Geographie
Lintot liegt etwa 34 Kilometer ostnordöstlich von Le Havre im Pays de Caux. Lintot wird umgeben von den Nachbargemeinden Beuzevillette im Norden und Nordwesten, Trouville im Osten und Nordosten, Grand-Camp im Osten und Südosten, Port-Jérôme-sur-Seine im Südosten, La Frenaye im Süden, Lillebonne und La Trinité-du-Mont im Südwesten sowie Gruchet-le-Valasse im Westen.

## Bevölkerungsentwicklung
| 1962                      | 1968 | 1975 | 1982 | 1990 | 1999 | 2006 | 2013 |
| ------------------------- | ---- | ---- | ---- | ---- | ---- | ---- | ---- |
| 304                       | 288  | 390  | 442  | 451  | 413  | 458  | 447  |
| Quelle: Cassini und INSEE |      |      |      |      |      |      |      |

## Sehenswürdigkeiten
- Kirche Saint-Samson aus dem 12./13. Jahrhundert, seit 1926 Monument historique

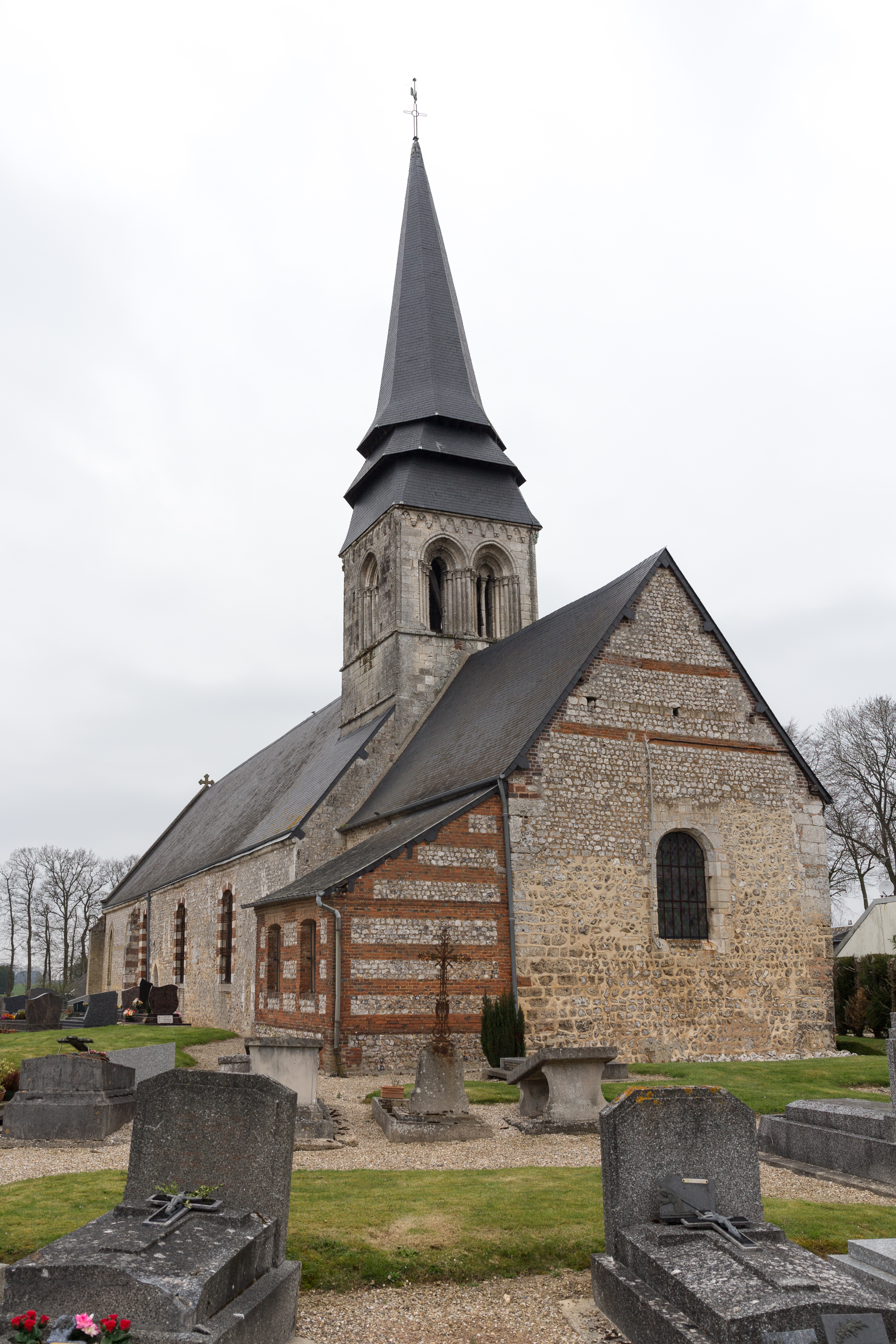
Kirche Saint-Samson

- Schloss aus dem 16. Jahrhundert